# Зубарєв Геннадій Васильович
Геннадій Васильович Зубарєв (18 лютого 1914, село Шарапкіно, тепер у складі міста Довжанськ Луганської області — загинув 1 жовтня 1973, гори Пенджикента, тепер Таджикистан) — радянський діяч, перший заступник голови Ради міністрів Таджицької РСР. Депутат Верховної Ради СРСР 6—8-го скликань. 

## Життєпис
У 1929—1931 роках — помічник машиніста врубової машини на шахтах Донбасу.
У 1931—1934 роках — учень гірничого технікуму в місті Красний Луч. У 1934—1937 роках — студент Дніпропетровського гірничого інституту.
У 1937—1939 роках — начальник дільниці шахти № 16 міста Красний Луч Ворошиловградської області.
У 1939—1941 роках — студент Дніпропетровського гірничого інституту, закінчив інститут у 1941 році.
У 1941 році — головний інженер шахти № 7 «Дубовська» Московського басейну.
З серпня 1941 по 1946 рік — у Червоній армії, учасник німецько-радянської війни. Закінчив Військово-інженерну академію імені Куйбишева. Служив в Окремому навчальному кулеметно-артилерійському батальйоні 15-ї окремої кулеметно-артилерійської бригади, в 33-му гвардійському артилерійському полку 14-ї гвардійської стрілецької дивізії. З лютого 1943 року — полковий інженер 157-го гвардійського стрілецького полку 53-ї гвардійської стрілецької дивізії Північно-Західного та 3-го Прибалтійського фронтів. Потім був командиром 58-го гвардійського окремого саперного батальйону 53-ї гвардійської стрілецької дивізії. Член ВКП(б) з 1943 року.
У 1946—1948 роках — начальник шахти № 19 тресту «Щокиновугілля» Тульської області; заступник завідувача вугільного відділу Тульського обласного комітету ВКП(б).
У 1948—1950 роках — керуючий тресту «Черепетьвугілля» комбінату «Тулавугілля».
У 1950—1951 роках — заступник начальника комбінату «Тулавугілля».
У 1951—1956 роках — головний інженер промислових підприємств у Румунській Народній Республіці.
У 1956—1960 роках — директор Чкаловського уранового комбінату № 6 Міністерства середнього машинобудування СРСР Ленінабадської області Таджицької РСР.
У 1960—1961 роках — 1-й заступник голови Ради міністрів Таджицької РСР.
У жовтні 1961 — січні 1963 року — голова Ради народного господарства Таджицької РСР.
У лютому 1963 — грудні 1964 року — 1-й заступник голови Ради народного господарства (раднаргоспу) Середньоазіатського економічного району.
24 грудня 1964 — жовтень 1965 року — голова Ради народного господарства Таджицької РСР.
У жовтні 1965 — 1 жовтня 1973 року — 1-й заступник голови Ради міністрів Таджицької РСР.
Загинув 1 жовтня 1973 року в авіакатастрофі в горах Пенджикента Таджицької РСР. Похований 3 жовтня 1973 року в місті Душанбе.

## Звання
- гвардії старший лейтенант
- гвардії капітан
- гвардії майор

## Нагороди
- орден Леніна
- два ордени Червоного Прапора (6.08.1944, 25.09.1944)
- орден Вітчизняної війни І ст. (20.10.1944)
- орден Вітчизняної війни ІІ ст. (13.10.1943)
- орден Трудового Червоного Прапора
- орден «Знак Пошани»
- орден Праці (Румунія)
- медаль «За перемогу над Німеччиною у Великій Вітчизняній війні 1941—1945 рр.» (1945)
- медалі